# Jean Gascon
Jean Gascon (né le 21 décembre 1920 à Montréal, et mort le 13 avril 1988 à Stratford, Ontario) est un acteur québécois. En première noces, il épouse Mimi Lalonde avec qui il aura 4 enfants : Marie-Helene, Isabelle, Nathalie et Olivier. En seconde noces, il épousera Marilyn Gardner.

## Biographie
Acteur et directeur artistique montréalais, il consacra sa vie à la cause du théâtre canadien. En 1951, il fonda le Théâtre du Nouveau Monde et l'École nationale des arts. Il passa dix-neuf saisons à Stratford, dont cinq en tant que directeur artistique, où il produisit My Fair Lady. Il a ensuite été directeur théâtral au Centre national des Arts à Ottawa. En 1972, sa production de There's One In Every Marriage fut présentée à Broadway. Puis en 1973, il partit en tournée en Europe et U.R.S.S. avec une production de La Mégère apprivoisée.
Parmi les pièces dans lesquelles il a tenu de grands rôles, mentionnons Dom Juan, Venise sauvée, La Jalousie du Barbouillé de Molière, Le Dindon de Feydeau, La Mouette, Othello et La Danse de mort. En 1967, il fut nommé officier de l'Ordre du Canada et il reçut le prix Denise-Pelletier en 1985. Il est décédé en 1988 à l'âge de 67 ans des suites d'une insuffisance cardiaque. Il est enterré au Cimetière Notre-Dame-des-Neiges, à Montréal.
Il est le frère de l'acteur Gabriel Gascon et de Michelle Gascon, une artiste qui fait de la fusion de verre, et père de la comédienne Nathalie Gascon. Il était aussi le frère de Lucille Gascon épouse d'Arthur Spénard.

## Filmographie
- 1953 : La Famille Plouffe (série télévisée)
- 1957 : Le Colombier (série télévisée) : Anatole Varin
- 1961 : Louis-Joseph Papineau: The Demi-God
- 1962 : Louis-Hippolyte La Fontaine
- 1966 : Henry V, de Lorne Freed et Michael Langham (TV) : Charles VI
- 1970 : Un homme nommé cheval (A Man Called Horse) : Batise (prisoner five years)
- 1976 : L'Absence : Paul
- 1977 : Maria (TV)
- 1980 : Cordélia : le juge Wurtele
- 1980 : The Lucky Star : le prêtre
- 1988 : À corps perdu

## Récompenses et nominations

### Récompenses
- 1962 - Prix Victor-Morin
- 1965 - Prix Molson
- 1967 - Officier de l'Ordre du Canada
- 1975 -  Compagnon de l'Ordre du Canada
- 1985 - Prix Denise-Pelletier